# Nucleus CMS
Nucleus CMS ist ein freies, unter der GNU General Public License lizenziertes Web-Content-Management-System (CMS), das in PHP geschrieben ist und eine MySQL-Datenbank verwendet. Es wurde zuerst geschrieben und betreut von Wouter Demuynck. Es wird verwendet, um Blogs zu betreiben.
Eine Abspaltung des Nucleus CMS ist Blog:CMS, das mehrere Templates („Skins“) und Plugins bereits enthält.
Im Juni 2014 wurde die Weiterentwicklung von Nucleus CMS eingestellt.

## Geschichte
Nucleus CMS wurde überwiegend von Wouter Demuynck während seines Informatikstudiums geschrieben. Im Januar 2000 benutzte Demuynck ein Weblog von Blogger.com. Nach einiger Zeit wünschte er sich eine Kommentarfunktion und schrieb dafür ein PHP-Script. Später baute er das Script aus, um mehrere Blogs auf einer Seite zu nutzen.
Von zahlreichen Drittautoren wurden Plug-ins geschaffen, welche die Funktionalität des Systems erweitern. Zu den empfohlenen, sogenannten „essentiellen“ Plug-ins gehören unter anderem ein Spamfilter, Trackback-Empfang, die Einbettung externer RSS-Web-Feeds oder Kalender- und Umfragefunktionen.

## Rezeption
Nucleus CMS erhält regelmäßig gute Bewertungen und wird von den Benutzern des opensourceCMS-Archivs beispielsweise tendenziell besser bewertet als der verbreitete Konkurrent WordPress.
Verschiedene Webhoster bieten Nucleus CMS wahlweise als vorinstalliertes Weblogsystem an.
In einer 2007 erschienenen O’Reilly-Veröffentlichung zum Publizieren im Internet wurde Nucleus neben z. B. Movable Type und Textpattern zu den bekanntesten Blog-Systemen gezählt.